# Goodbye
Goodbye е деветият сингъл на английската поп група Spice Girls, издаден на 24 ноември 1998.
Песента се задържа на първо място в класацията за сингли на Великобритания UK Singles Chart.

## Списък

### Британско, Европейско макси, Австралийско макси (част 1), Бразилско макси, Японско макси, Мексиканско макси, Южноафриканско макси CD и Дигитално EP (част 1)
1. „Goodbye“ (радио редактиран) – 4:20
2. „Christmas Wrapping“ – 4:14
3. „Goodbye“ (оркестров Mix) – 4:14

### Британско, Европейско макси, Австралийско макси (част 2), Аржентинско макси CD и Дигитално EP (част 2)
1. „Goodbye“ (албумна версия) – 4:35
2. „Sisters Are Doin' It for Themselves“ (на живо) – 4:22
3. „We Are Family“ (на живо) – 3:35

### Американско и Канадско CD
1. „Goodbye“ (албумна версия) – 4:35
2. „Christmas Wrapping“ – 4:14
3. „Sisters Are Doin' It for Themselves“ (на живо) – 4:35
4. „We Are Family“ (на живо) – 3:22

### Южнокорейско, Индонезийско макси, Малайзийско макси, Филипинско макси, Сингапурско макси, Тайванско макси CD и Тайландско EP
1. „Goodbye“ (албумна версия) – 4:35
2. „Christmas Wrapping“ – 4:14
3. „Sisters Are Doin' It for Themselves“ (на живо) – 4:22
4. „We Are Family“ (на живо) – 3:35
5. „Goodbye“ (оркестров Mix) – 4:14
6. „Goodbye“ (видеоклип - подобрен интерактивен елемент) – 4:34